# Орбитали слэтеровского типа
Орбитали слэтеровского типа — это один из видов базисных функций, используемых в вычислительной химии. Орбитали слэтеровского типа были введены по аналогии с атомными орбиталями в рамках метода МО ЛКАО. Носят название в честь Джона К. Слэтера, который и предложил их использование в 1930 году .

## Общий вид функции
Орбитали слэтеровского типа имеют следующий вид:
{\displaystyle \chi _{\zeta nlm}(r,\theta ,\varphi )=NY_{lm}(\theta ,\varphi )r^{n^{*}-1}e^{-\zeta r}}
где
N — коэффициент нормализации
{\displaystyle Y_{lm}(\theta ,\varphi )} — сферическая гармоника
n* — эффективное квантовое число
r — расстояние между электроном и ядром
{\displaystyle \zeta } — орбитальная экспонента

## Орбитальная экспонента
{\displaystyle \zeta ={\frac {Z-s}{n^{*}}}}
где
Z — заряд ядра
s — константа экранирования
n* — эффективное квантовое число

## Эффективное квантовое число
n* это параметр, зависящий от главного квантового числа n и определяемый эмпирически.
| n  | 1   | 2   | 3   | 4   | 5   | 6   |
| n* | 1.0 | 2.0 | 3.0 | 3.7 | 4.0 | 4.2 |